# Theofilos III av Jerusalem

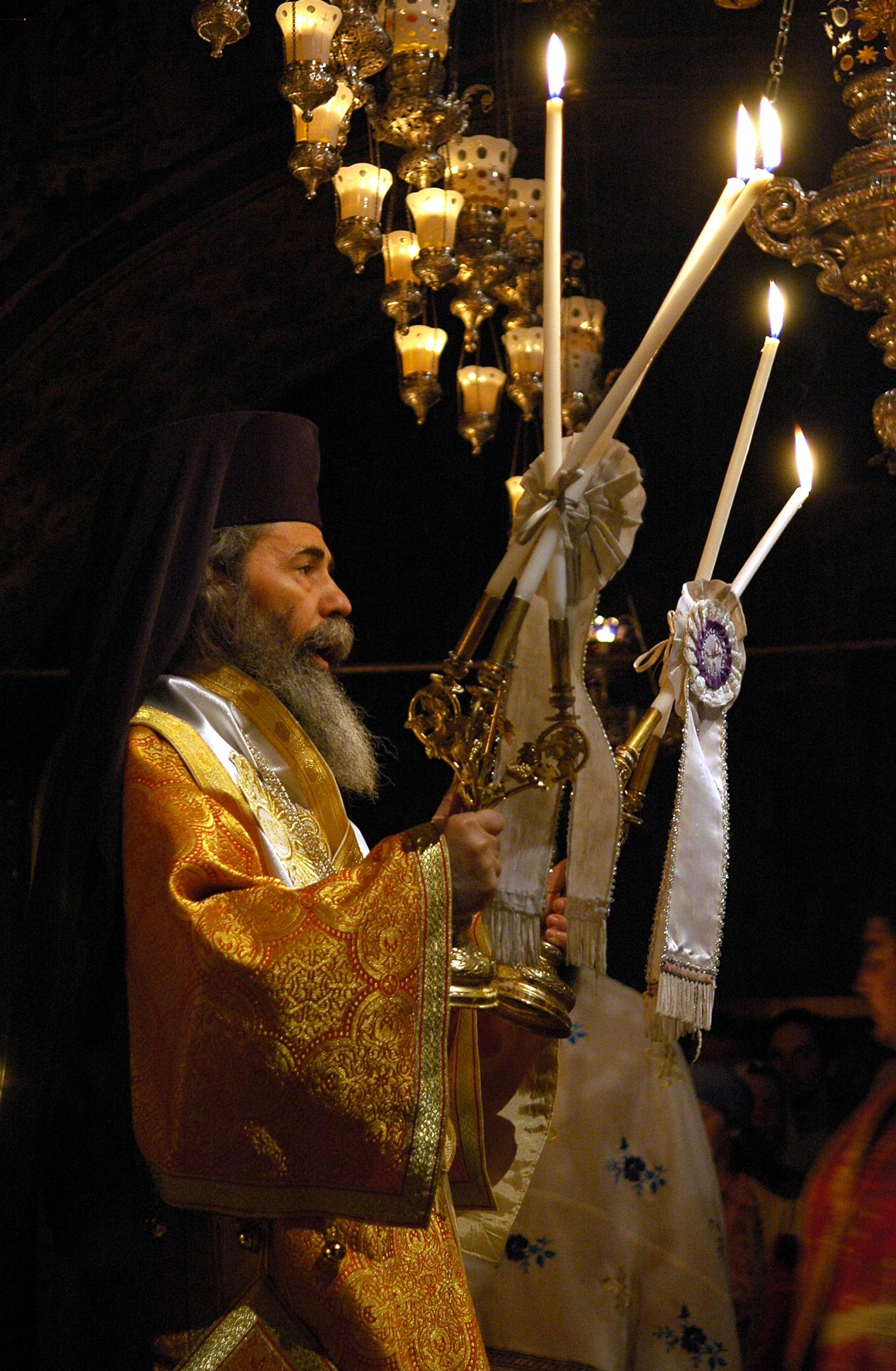
Theofilos III av Jerusalem

Theofilos III av Jerusalem, född som (grekiska: Ηλίας Γιαννόπουλος, Ilias Giannopoulos) 1952 i Messenien, är patriark av Grekisk-ortodoxa kyrkan i Jerusalem, den 141:a i ordningen.
Ilias Giannopoulos föddes i Grekland, men begav sig 1964 till Jerusalem och tjänade som ärkediakon under dåvarande patriark Benedictus I av Jerusalem. Han studerade teologi vid universitetet i Aten, har en masterexamen från London, och studier från hebreiska universitetet i Tel Aviv. 1991-1996 var han präst i Galileen, och grundade då ett sällskap, Nour al Masih (Kristi ljus), i syfte att sprida den ortodoxa kristendomens tro i området. 1996 blev han den förste kristne företrädare på många hundra år att komma in i Qatar, där många ortodoxt kristna palestinier lever. 2000-2003 var han kyrkans envoyé i Moskvas patriarkat. I februari 2005 konsekrerades han till biskop av patriarken Ireneus av Jerusalem, och tjänade som ärkebiskop i Tabor. I augusti samma år valdes han till den avsatte Irenaeus efterträdare som patriark, och installerades 22 november samma år.